# Missie van de jezuïeten in Japan
De missie van de jezuïeten in Japan  maakt deel uit van de geschiedenis van de eerste betrekkingen tussen Europa en Japan. De missie begon in het kielzog van de aankomst van de eerste Portugese schepen in Japan in 1543. In 1549 arriveerde Franciscus Xaverius met een aantal metgezellen in Kagoshima op het eiland Kyushu. Deze periode in Japan was het laatste deel van de Sengoku-periode, die voor een deel een overlap in jaren heeft met de Azuchi-Momoyamaperiode. Het was een periode waarin de laatste burgeroorlogen plaatsvonden op weg naar een beëindiging van de bestuurlijke fragmentatie van het land en naar een vorm van hereniging die in 1603 zou leiden tot het Tokugawa-shogunaat. Het land werd bestuurd door feodale heersers, de daimyo's.
Xaverius en zijn opvolgers wisten in enkele decennia een groot aantal bekeringen te maken. Rond 1580 zou er sprake zijn van ruim 230.000 Japanse christenen. Eind zestiende eeuw, begin zeventiende eeuw werd de missie in Japan gezien als de belangrijkste en meest prestigieuze onderneming van de orde. In 1614 werd echter de uitoefening van het christendom in Japan verboden en kregen de missionarissen opdracht het land te verlaten. Een aanzienlijk aantal koos ervoor te blijven en nieuwe missionarissen slaagden er ook in het land weer binnen te komen. Vanaf 1623 was het Japanse overheidsbeleid gericht op de vernietiging van het christendom in het land. De missie hield nog enkele decennia enigszins stand, maar was na 1640 feitelijk beëindigd.
Tot 1593 waren de jezuïeten de enige missieorganisatie in Japan. Daarna waren ook franciscanen en enige dominicanen aanwezig. De jezuïeten bleven echter een grote meerderheid onder de in het land aanwezige missionarissen.  Het beeld van de zogenaamde christelijke eeuw in Japan wordt dan ook sterk bepaald door die van de jezuïeten.

## Eerste fase van de missie

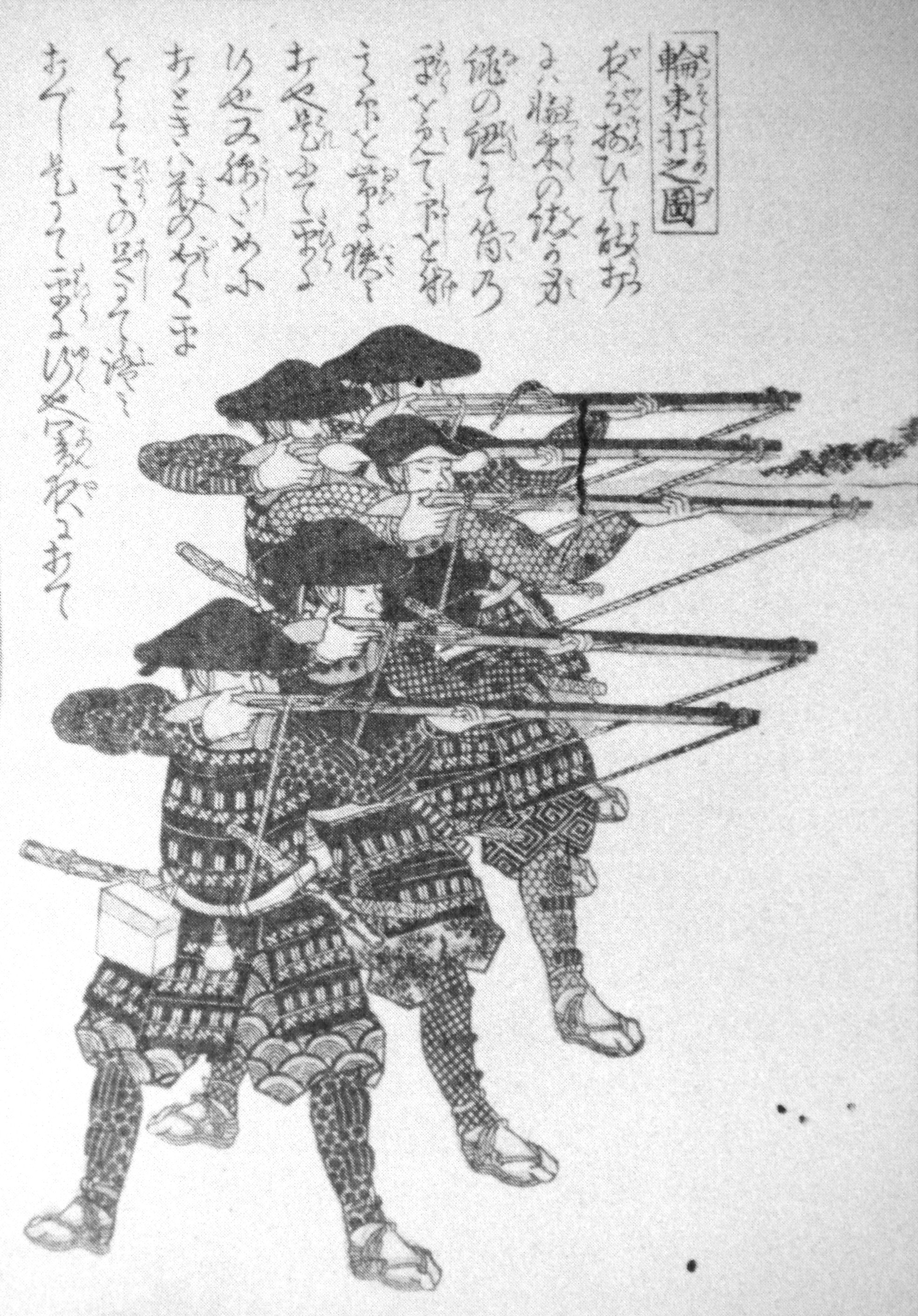
Japanse soldaten met door de Portugezen geleverde haakbussen aan de daimyo's

Een van de metgezellen van Xaverius was de Japanner Yajiro, die in 1546 in Japan wegens een moord was veroordeeld. Hij wist op een Portugees schip te ontkomen. Xaverius had hem in 1547 in Malakka ontmoet en hem in 1548 gedoopt. Yajiro beheerste bij aankomst Portugees en hij vertaalde dan ook de christelijke kernbegrippen in het Japans. Hij gebruikte daarvoor boeddhistische termen. Paradijs vertaalde hij als Zuiver Land, ontleend aan het Zuiver Land-boeddhisme. De grootste moeilijkheid was het benoemen van de christelijke god. Dat werd Dainichi, binnen het  Shingon boeddhisme het equivalent van de dhyani-Boeddha Vairocana. De boeddhistische monniken in de omgeving verwelkomden dan ook de jezuïeten, omdat zij van de gedachte uitgingen, dat het christendom een stroming binnen het boeddhisme zou zijn. Het christendom werd door hen Tenjikushu genoemd. Tenjiku is het Japanse woord voor India en shu heeft de betekenis van stroming. Na twee jaar ontdekte Xaverius de fout en vanaf dat moment werden de christelijke kernbegrippen met transliteraties uit het Latijn en Portugees benoemd. God werd Deus  en christelijke zaken en personen werd Kirishitan ontleend aan het Portugese Christão. De verhouding met de boeddhistische gemeenschap werd daarna vijandig. De monniken gingen het woord Deus identificeren met het vrijwel gelijkluidende  Dai-ushu, dat de betekenis heeft van grote leugen.
Een aantal daimyo's ging over tot het christendom, omdat zij wilden participeren in de lucratieve handelscontacten met de Portugezen, die hen ook van vuurwapens konden voorzien. Deze daimyo's stelden grond te beschikking om bouw van kerken mogelijk te maken en gaven toestemming te prediken en te bekeren onder de bevolking van hun gebieden. De meeste nieuwe gelovigen waren het resultaat van massabekeringen. Vaak gingen uit loyaliteit met de daimyo duizenden, soms tienduizenden personen in korte periode over tot het christendom. Daimyo's die de jezuïeten wat minder welkom heetten, werden geconfronteerd met het feit dat Portugese schepen in hun havens niet of nauwelijks aanmeerden.

## De herstructurering van de missie

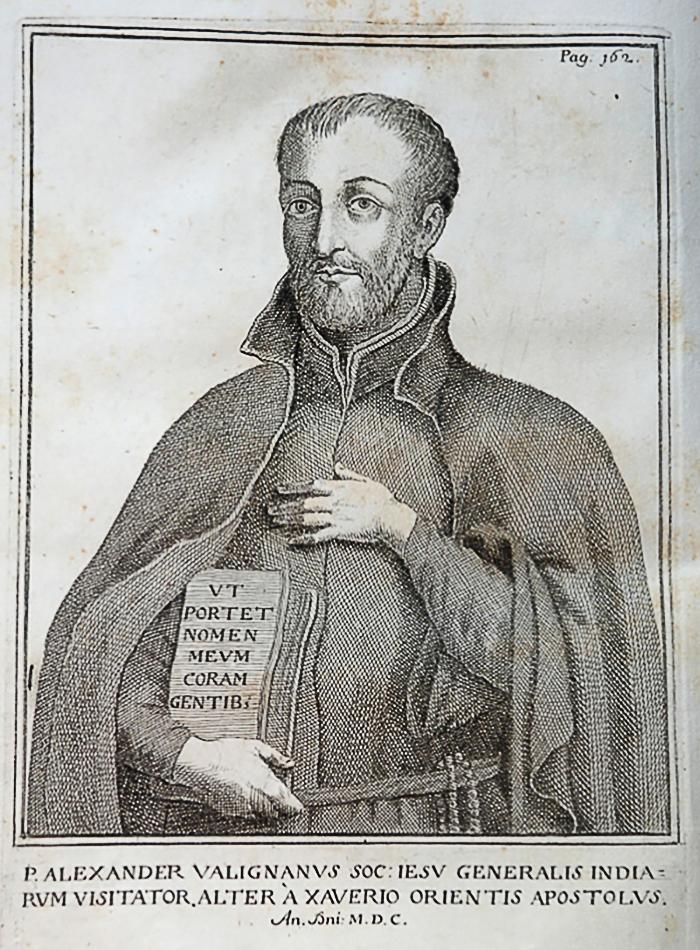
Alessandro Valignano had de voor die tijd ongebruikelijke lengte van ruim twee meter. In Japan was dat een sensatie

De jezuïeten verdeelden hun missiegebieden in geografische eenheden, die provincies werden genoemd. In principe was in ieder van die provincies een visitator aanwezig. Een visitator was een inspecteur, die zelf niet direct betrokken was bij de uitvoering van de missie, maar wel in of nabij het missiegebied resideerde. Hij oefende namens de generaal-overste van de orde toezicht uit op de kwaliteit van de missies, het gedrag van de missionarissen en de voortgang van resultaten van de missie.  De visitator was verantwoordelijk voor het beleid in het missiegebied. Hij besliste over de inzet van middelen, personeel, handhaving dan wel opening van nieuwe missieposten. Van 1578 tot 1606 was Alessandro Valignano vanuit zijn residentie in Macau de visitator voor de missiegebieden Japan en China. In de praktijk ging zijn aandacht vooral uit naar Japan.  Hij zou driemaal enkele jaren ook in Japan verblijven.
Tijdens zijn eerste verblijf kwam hij snel tot de conclusie dat veel van de massabekeringen in wezen slechts nominale en marginale bekeringen waren. Valignano overwoog ook massabekeringen te verbieden, maar zag daar uiteindelijk vanaf. Hij merkte ook de verachting op die veel jezuïeten hadden en ook richting Japanners uitdroegen ten aanzien van Japanse gebruiken en gewoonten.
Hij ontwikkelde een strategie, gericht op een christendom dat voor Japanners meer te accepteren zou zijn. In 1581 schreef hij Il Cerimoniale per i Missionari del Giappone.  Dit waren gedetailleerde voorschriften voor de jezuïeten in Japan. De essentie was de eis om zich zoveel mogelijk aan te passen aan de leefstijl en etiquette van de omgeving tot en met het verplicht moeten eten van Japans voedsel. Het bevatte verder een groot aantal opmerkingen, dat de getoonde minachting voor Japanse cultuur volstrekt misplaatst was.
Een groot aantal missionarissen beheerste de Japanse taal niet of nauwelijks. Een belangrijke maatregel was het verplicht stellen van een tweejarige training voor iedere nieuwe missionaris in de Japanse taal. Valignano realiseerde zich, dat het aantal Europese jezuïeten in Japan volstrekt ontoereikend zou zijn voor een reëel pastoraat over het aantal christenen. Zijn belangrijkste prioriteit werd dan ook het een aanvang maken van de opleiding voor volwaardige Japanse priesters. Tijdens die reis en ook in latere perioden werden door Valignano seminaries gesticht met dat doel. In 1586 werd in Lissabon een door hem geschreven catechismus gedrukt, de Catechismus Christianae Fidei als een leerboek voor Japanse studenten aan de seminaries
Die maatregelen kregen aanzienlijke tegenstand. Ook Francisco Cabral, de toenmalige provinciaal in Japan verzette zich. Hij wenste Japanners niet boven de positie van lekenbroeders te accepteren. Hij had de opvatting, dat op de seminaries Japanners vooral Latijn moesten leren en de Europese cultuur en gedachtewereld adopteren. Valignano dwong uiteindelijk Cabral tot aftreden.

## Financiën

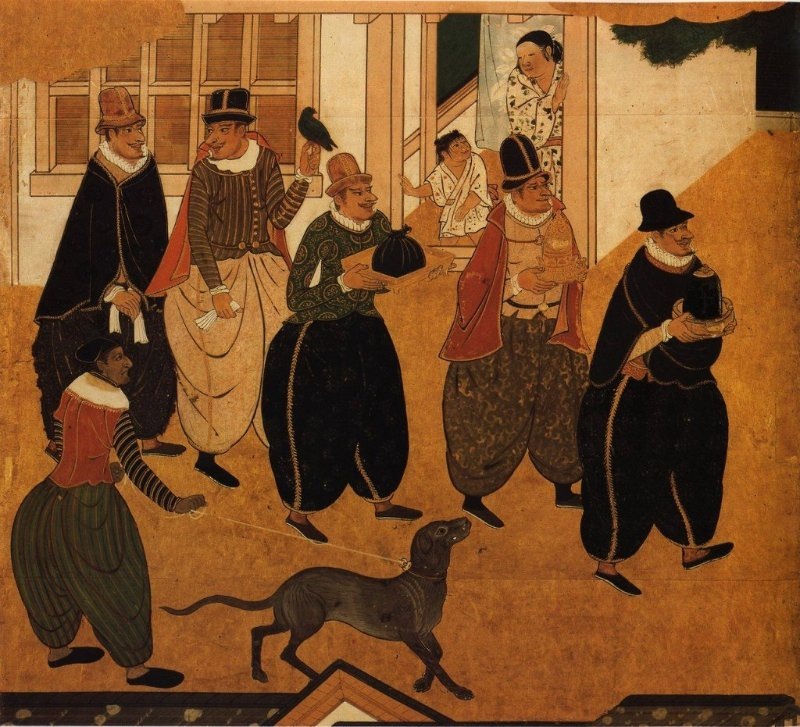
Japanse prent van Portugese zijdehandelaren in Nagasaki

Met de uitvoering van die maatregelen waren aanzienlijke kosten gemoeid. De belangrijkste inkomstenbron voor de jezuïeten in Japan was de zijdehandel. De Ming-dynastie had wegens Japanse piraterij de Chinese havens voor Japanse schepen gesloten. Portugese handelaren hadden dat vacuüm ingevuld. Die handel was onder meer gebaseerd op de verschillende verhouding tussen goud en zilver in China en Japan. Met in Japan verkregen – relatief goedkoop – zilver werd zijde ingekocht in China, waar het betalingsmiddel zilver een aanzienlijk hogere waarde had.
De zijde werd in Japan verkocht in een aantal havens van christelijke daimyo's aan een aantal Japanse consortia tegen vooraf vastgestelde prijzen. Jaarlijks werd ongeveer 100.000 kilogram zijde in Japan verkocht. De winstpercentages bij een geslaagde tocht van Macau via een Chinese naar een Japanse haven bedroegen rond de 70%. Valignano wist van het Portugese bestuur over Macau gedaan te krijgen dat op iedere reis de orde voor ongeveer 5% in de handel kon participeren met als bijzondere clausule dat verlies voor de jezuïeten bij een volgende reis gecompenseerd zou worden.
Tijdens zijn eerste bezoek aan Japan vond de bekering plaats van een daimyo die onder meer het toen onbelangrijke vissersplaatsje Nagasaki bezat. Als gevolg van die bekering werd de haven van Nagasaki het eigendom van de jezuïeten. Nagasaki werd snel de belangrijkste havenplaats van Japan en naast Goa en Macau een van de grootste in Azië. De orde kon door havengelden en invoerrechten de inkomsten ook sterk vermeerderen. Met name het eigendom van deze haven kreeg hevige kritiek in Europa van zowel de paus als de generaal-overste die door Valignano genegeerd werd. Uiteindelijk werd in Rome toch ingestemd met het eigendom onder de voorwaarde dat dit slechts van tijdelijke aard zou zijn.

## Spanningen
Valignano slaagde niet in zijn opzet om andere religieuze ordes uit Japan te weren. Achtereenvolgende pausen hadden vastgesteld dat de missie in Japan een exclusieve verantwoordelijkheid voor de jezuïeten was en onder auspiciën van de Portugese kroon viel. Eind zestiende eeuw werd het in Spaans bezit zijnde Manilla op de Filipijnen een centrum voor de trans-Pacifische handel. Als gevolg daarvan werd ook Japan steeds meer een bestemming voor Spaanse schepen. In het kielzog daarvan werd de aankomst in Japan van franciscanen en enige dominicanen onontkoombaar. In 1608 hief paus Paulus V het exclusieve recht van de jezuïeten op.
De franciscanen zagen hun aankomst in Japan als het resultaat van een plan van de voorzienigheid. Zij beschouwden hun werk als een vanzelfsprekende nieuwe fase van de missie in Japan, waarmee feitelijk de fase van de jezuïeten kon worden afgesloten. Zij beschouwden de Japanse samenleving als volstrekt heidens, waaraan geen enkele religieuze of rituele concessie kon worden gedaan. Dit was ook de basis waarmee zij hun vaak volledige onwetendheid ten aanzien van Japanse gebruiken en rituelen legitimeerden.  Die verschillende missiestrategieën gaven aanleiding tot bittere conflicten tussen franciscanen en jezuïeten.   

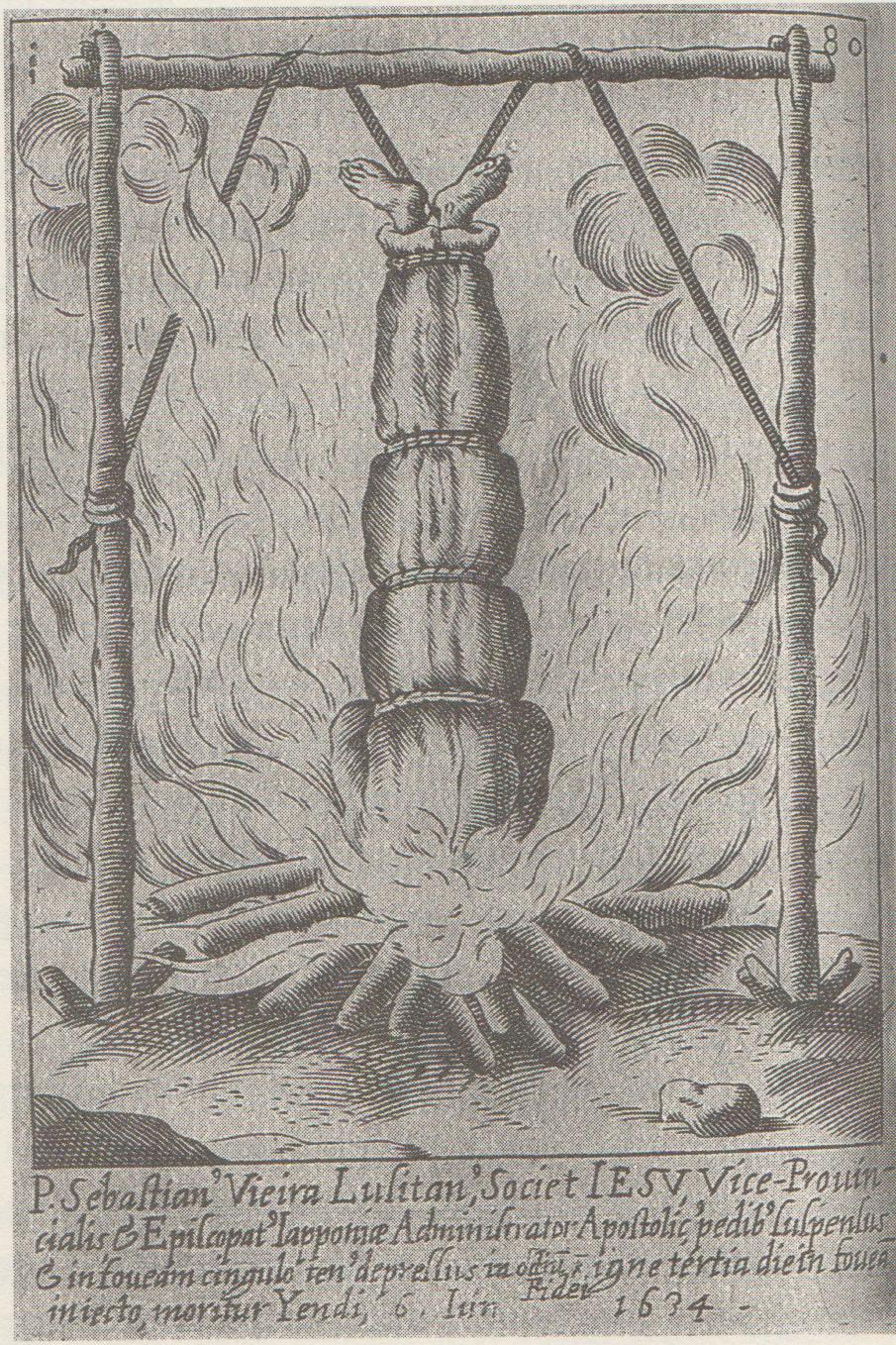
De martelaarsdood van Sebastião Veira

Een andere rivaliteit was tussen jezuïeten onderling. De jezuïeten verbonden aan de missie in Japan keken met enige minachting neer op de missie van de jezuïeten in China. Het feit, dat die missie na veertig jaar nog geen tienduizend bekeringen had gemaakt, gaf aanleiding tot spot. De jezuïeten verbonden aan de Japanse missie waren ook unaniem van opvatting, dat het beleid gericht op het accommoderen van in missiegebieden aanwezige rituelen, opvattingen en gebruiken in de uitoefening van het christendom in China veel te ver was doorgeschoten. Het handelde dan met name over de opvatting, dat de verering van Confucius in aan hem gewijde tempels en voorouderverering meer in het algemeen gezien werd als in religieus opzicht niet relevant en in ieder geval niet strijdig met het christelijk geloof. Deze onderlinge rivaliteit werd door de franciscanen ook voortdurend beklemtoond in de daarop volgende ritenstrijd.
Tot 1618 maakte het missiegebied China een integraal onderdeel uit van de provincie Japan van de jezuïeten. In dat jaar werd besloten tot een administratieve scheiding van de missiegebieden en werd ondanks hevige oppositie van de jezuïeten in Japan een aparte viceprovincie China gecreëerd. De viceprovincie was aanzienlijk armer dan de provincie Japan en was voor een belangrijk deel van de inkomsten afhankelijk van die provincie. Bij de administratieve scheiding was vastgelegd, dat de provincie Japan jaarlijks een vastgesteld bedrag aan de viceprovincie moest overmaken. Hiertegen ontstond steeds meer weerstand. Sebastião Veira was in 1629 de procurator van de provincie.  In het canoniek recht is dat de functionaris die verantwoordelijk is voor het financieel beheer van de orde in een missiegebied. Hij organiseerde een revolte tegen de toenmalige visitator André Palmeiro en weigerde de jaarlijkse afdracht aan de Chinese missie te voldoen. Dat was op een moment, dat de missie in Japan feitelijk al een verloren zaak was.
Palmeiro wist de zaak te redden. Enige jaren later zou Veira terugkeren naar Japan en daar als martelaar sterven.

## Vervolgingen

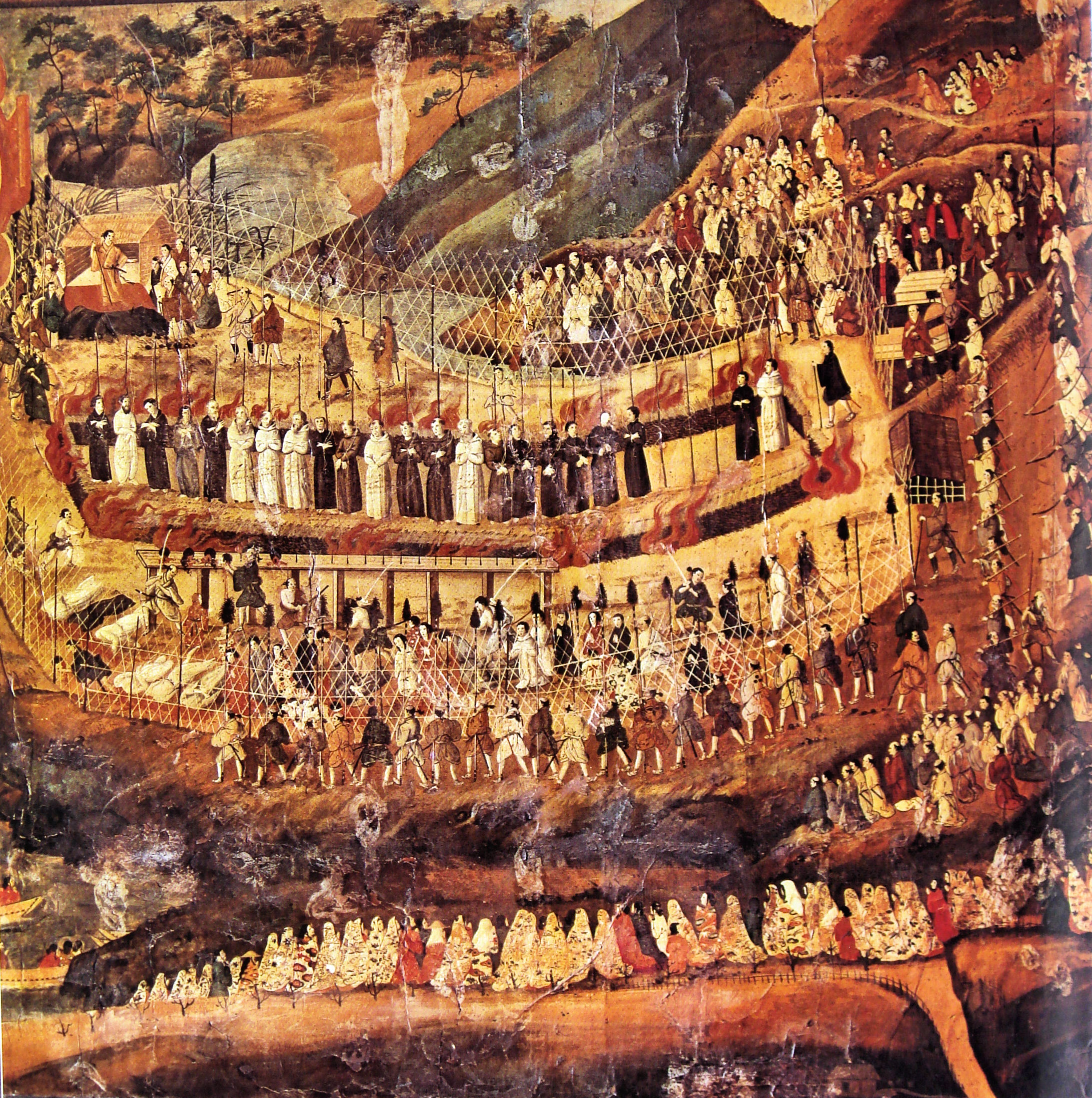
Japanse prent van de kruisigingen uit 1597

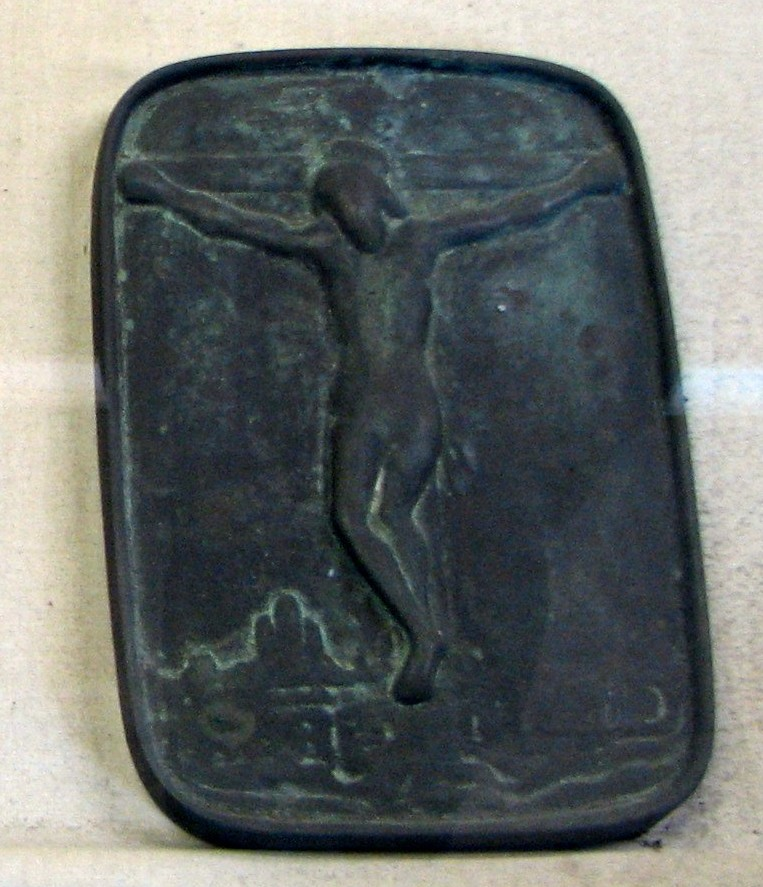
Een fumie met een beeltenis van Jezus

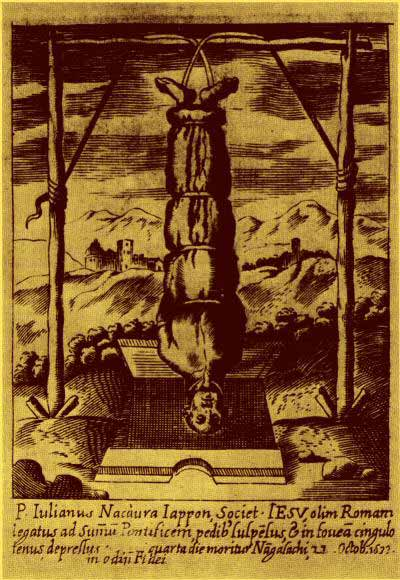
Julian Nakaura in de put. Nakaura, een Japanse jezuïet werd op hetzelfde tijdstip en op dezelfde plaats als Ferreira gemarteld

Er hadden vanaf eind zestiende eeuw al enige – soms ook ernstige – incidenten plaatsgevonden. In 1597 werden in Nagasaki op bevel van Toyotomi Hideyoshi negen missionarissen – allen franciscanen – en zeventien Japanse christenen gekruisigd. Alle missionarissen kregen het bevel het land te verlaten. In de praktijk werd die maatregel niet gehandhaafd en tot 1614 was er sprake van een relatief rustige periode. In dat jaar werd de maatregel opnieuw bevestigd en de vervolgingen kregen een meer systematisch karakter. Er waren in 1614 ongeveer 150 Europese missionarissen in het land, waarvan het grootste deel jezuïeten. Ruim 50 besloten toch te blijven en illegaal en ondergronds verder te werken en nieuwe missionarissen slaagden er steeds weer in het land binnen te komen.
In 1623 werd Tokugawa Iemitsu de derde shogun van het Tokugawa-shogunaat. Vanaf dat moment was het Japanse overheidsbeleid gericht op de vernietiging van het christendom in het land. Tot 1639 konden Portugese schepen in Japanse havens blijven handelen. In de eerste maanden van zijn bewind werden honderden Japanse christenen en een aantal missionarissen omgebracht. Daaronder was het grote autodafe van Edo, het huidige Tokyo, waar op een dag vijftig missionarissen en Japanse christenen op de brandstapel gezet werden.
Het beleid het christendom te vernietigen ging gepaard met een aantal maatregelen. Er waren financiële beloningen voor mensen die christenen aangaven bij de autoriteiten. In 1633 werd dat geïntroduceerd in die gebieden die onder directe controle van de bakufu stonden. Vanaf 1639 gold dat voor het gehele land. In 1635 werden alle Japanners verplicht een certificaat van inschrijving te hebben als parochiaan bij een tempelgemeenschap. Aanwezigheid van een boeddhistische priester bij het begraven van overledenen en bij de uitvoering van rituelen bij de begrafenis was verplicht. Deze maatregel bleef tot aan de Meiji-restauratie van 1867 van kracht.
Er was een methode om te testen of personen katholiek waren. Dat was de fumie, een plank met daarop een beeltenis van Christus of Maria, die de betreffende personen dan dienden te vertrappen.  Deze procedure was er op gericht katholieke gelovigen te ontdekken en om te voorkomen dat er sprake zou zijn van herbezinning moest deze test ieder jaar herhaald worden. Vanaf 1635 werd deze maatregel gecombineerd met het schriftelijk moeten vastleggen van een eed, waarbij het christendom werd afgezworen, die mede ondertekend werd door de leidinggevende van de tempelgemeenschap en vaak ook inquisiteurs.
Het idee voor deze verklaring was afkomstig van Cristóvão Ferreira. Ferreira was een Portugese jezuïet, die sinds 1609 onafgebroken in Japan had gewerkt. Hij was vanaf 1625 de leidinggevende van het netwerk van nog aanwezige missionarissen en Japanse christelijke gemeenten die nu geheel ondergronds moesten werken. In 1632 wist hij een bericht naar André Palmeiro in Macau te (laten) smokkelen om hem te informeren over het plan om lepralijders vanuit Japanse steden naar Manilla te zenden als test voor de christelijke barmhartigheid. Een plan dat ook voor een deel werd uitgevoerd.
Ferreira had in kringen van jezuïeten in Azië maar ook in Rome een heroïsche status verworven. In 1633 werd Ferreira gearresteerd.  Er was kort daarvoor een nieuwe methode van marteling geïntroduceerd. De Japanse naam was ana-tsurushi (hangen in de put). De gemartelde werd met het hoofd naar beneden en met de armen op de rug gebonden neergelaten in een met drek gevulde put. Om te voorkomen dat door de toevoer van bloed naar het hoofd men snel het bewustzijn zou verliezen, werden incisies aan de slapen gemaakt. De methode werd uitsluitend toegepast op christenen en was bedoeld om die tot apostasie te brengen. Indien dat niet gebeurde, liet men de persoon hangen tot de dood volgde. Indien dit te lang duurde werd de persoon onthoofd of het hoofd in brand gestoken.
Ferreira koos ervoor om na vijf uur duidelijk te maken, dat hij afstand wenste te doen van het christendom. Dat was al eerder bij andere missionarissen gebeurd en er zouden na hem nog meer missionarissen daarvoor kiezen. Het was voor de orde echter een enorme schok en immens gezichtsverlies dat iemand die kort daarvoor een heroïsche status had er niet voor gekozen had de martelaarsdood te sterven. Die werd nog groter toen duidelijk werd dat Ferreira veel verder ging dan andere gearresteerde missionarissen die hun geloof hadden opgegeven en actief was gaan samenwerken met de Japanse inquisitie. Honderden jezuïeten meldden zich aan om naar Japan te reizen, Ferreira te bewegen op zijn besluit terug te komen en in zijn plaats als martelaar te sterven. Er zijn zes pogingen vanuit Manilla bekend, die hebben geleid tot een aankomst in Japan van groepen jezuïeten met dat doel. In alle gevallen werden de priesters snel na aankomst gearresteerd en dat leidde of tot de dood of tot eveneens apostasie.
Missionarissen die apostaat waren geworden kregen een woning, vaak maar niet altijd in een vorm van gezamenlijke huisvesting in een complex. Zij kregen een toelage voor hun levensonderhoud. Zij werden verplicht deel uit te gaan maken van een tempelgemeenschap en kregen een Japanse naam. Vaak maar ook niet altijd werden zij verplicht samen te gaan wonen met een vrouw, die meestal de weduwe was van een veroordeelde crimineel. Het droeg bij tot verdere vernedering en ondermijning van de eigen identiteit. In enkele gevallen is er in de bronnen van de tempelgemeenschap sprake van kinderen. Het is echter onduidelijk of die kinderen uit die relaties voortkomen. Als tegenprestatie hielden de apostaten zich bezig met vooral vertaalwerkzaamheden. Van de Europese apostaten is niemand zover gegaan in actieve medewerking met de Japanse inquisitie als Cristóvão Ferreira.

## Redenen voor het beleid

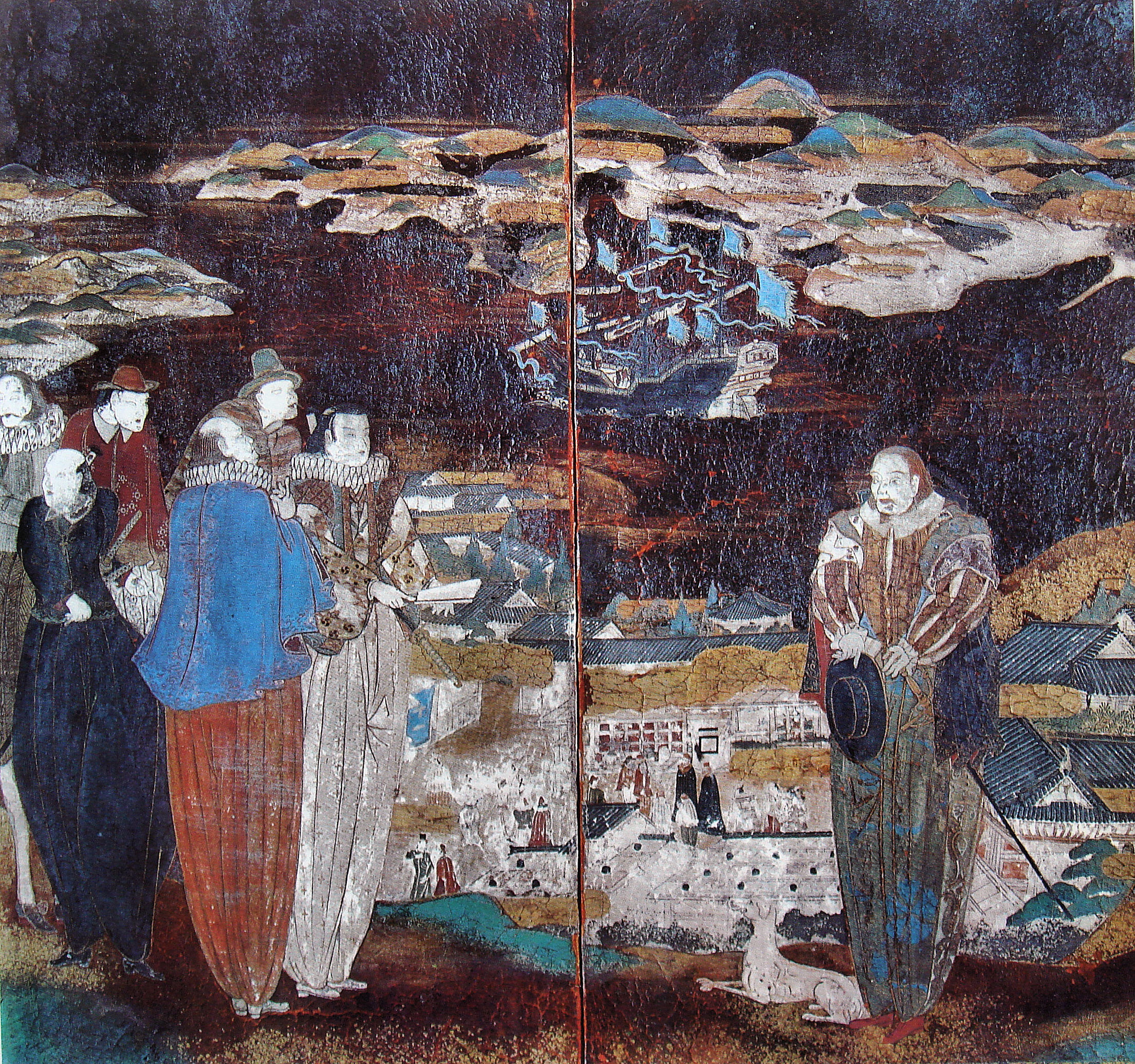
Japanse christenen in Portugese kledij

Er is door historici veel gepubliceerd over mogelijke verklaringen voor het beleid gericht op vernietiging van het christendom. Een van die verklaringen zou de Japanse opvatting zijn, dat men op basis van het voorbeeld van de Filipijnen overtuigd was dat missie en militaire bezetting van een land onlosmakelijk met elkaar verbonden was. Er zijn ook wel enige bewaard gebleven Japanse geschriften, waarin die overtuiging verwoord wordt en om die reden eliminatie van de missie werd bepleit. In studies van eind twintigste en begin eenentwintigste eeuw wordt dit argument gerelativeerd. Die studies betogen dat het shogunaat nooit echt de vrees voor een verovering heeft gehad. Die studies gaan meer uit van een combinatie van een door het shogunaat gewenste opstelling van het land en onoverbrugbare culturele tegenstellingen tussen de waarden van het overgrote deel van de Japanse samenleving en het daar door missionarissen gepredikte christendom,
Het shogunaat wenste na ruim een eeuw van burgeroorlog te bouwen aan een welvarend en vooral stabiel Japan. In die opvatting paste een tot het noodzakelijke minimum terugbrengen van buitenlandse invloeden. In 1639 werd het besluit van de Sakoku genomen en uitgevoerd dat tot 1867 een vrijwel gehele afsluiting van Japan voor de buitenwereld tot resultaat had. Japanners werd verboden het land te verlaten. Naast Chinese en Koreaanse schepen konden alleen Nederlandse schepen via de handelspost op Dejima nog handel drijven in het land. De eliminatie van de missie en het christendom is in die visie slechts een onderdeel van dat beleid.
Er zijn ook bewaard geschreven geschriften van Japanners, die tot het christendom waren overgegaan en dit daarna weer – in deze gevallen zonder dwang - hadden verworpen. De verwoorde argumenten hebben een grote gelijkenis met die van de Chinese geletterde elite in hun weerstand tegen het christendom in China. Het christendom werd gezien als een vorm van ernstige heterodoxie, die de juiste ordening van de samenleving bedreigde. Het concept van de Ene Almachtige God was in het Japanse religieuze systeem en denken op zich al geheel afwezig. De notie dat men aan die God een loyaliteit diende te betonen, die uitging boven confucianistische waarden als kinderlijke gehoorzaamheid en andere gedragsregels werd als onacceptabel beschouwd.

## Het einde van de missie

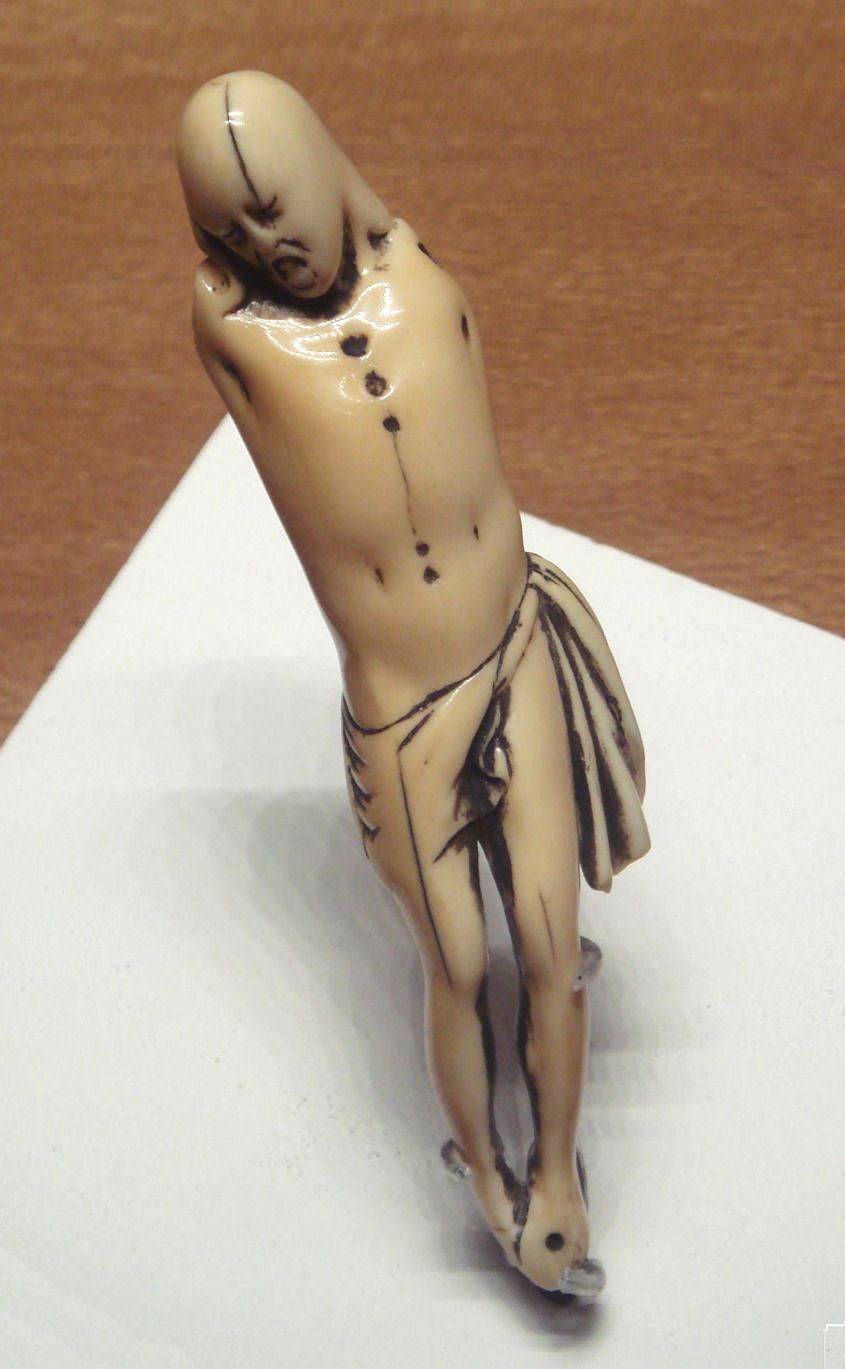
Een netsuke, een vorm van een gordelknoop met de afbeelding van Christus

In 1637/1638 kwamen in en nabij Shimabara ongeveer 25.000 boeren in opstand tegen de plaatselijke daimyo. Een aantal vissers en ronin sloten zich bij hen aan. De oorzaken van de opstand was grote voedselschaarste en ernstige economische achteruitgang. De directe aanleiding was een drastische verhoging van de belastingen door de daimyo om middelen te verkrijgen een nieuw fort te bouwen.
Deze Shimabara-opstand kreeg een religieuze dimensie doordat het grootste deel van de opstandige boeren christenen waren. De opstandelingen veroverden het Hara-kasteel en wisten daar geruime tijd weerstand te bieden aan een door het shogunaat gezonden troepenmacht van ongeveer 125.000 soldaten. Als test voor de betrouwbaarheid van de Vereenigde Oostindische Compagnie kreeg Nicolaes Coeckebacker, opperhoofd van de handelspost op het eiland Hirado een verzoek om assistentie. Hij leverde kruit, kanonnen en ging zelf met het schip  de Ryp naar Shimabara. De kanonnen vuurden een aantal salvo's af met slechts een gering resultaat. Enkele kwamen in het kamp van de belegeraars terecht. De Nederlanders hadden zich al teruggetrokken voor de laatste grote finale aanval.
Na het neerslaan van de opstand zouden ongeveer 25.000 personen zijn onthoofd. De Japanners waren overtuigd van een directe betrokkenheid van nog resterende jezuïeten bij de opstand. De maatregelen tegen het het christendom werden dan ook verder verscherpt. Na de opstand hield de missie feitelijk op te bestaan. Er zouden af en toe nog missionarissen in slagen het land binnen te komen. In alle gevallen eindigde dat met de dood of apostasie. De laatst bekende landing in Japan van een jezuïet was die van Giovanni Battista Sidotti, die in 1708 Japan wist binnen te komen, maar al na enkele uren werd gearresteerd.

## Nederlandse bronnen

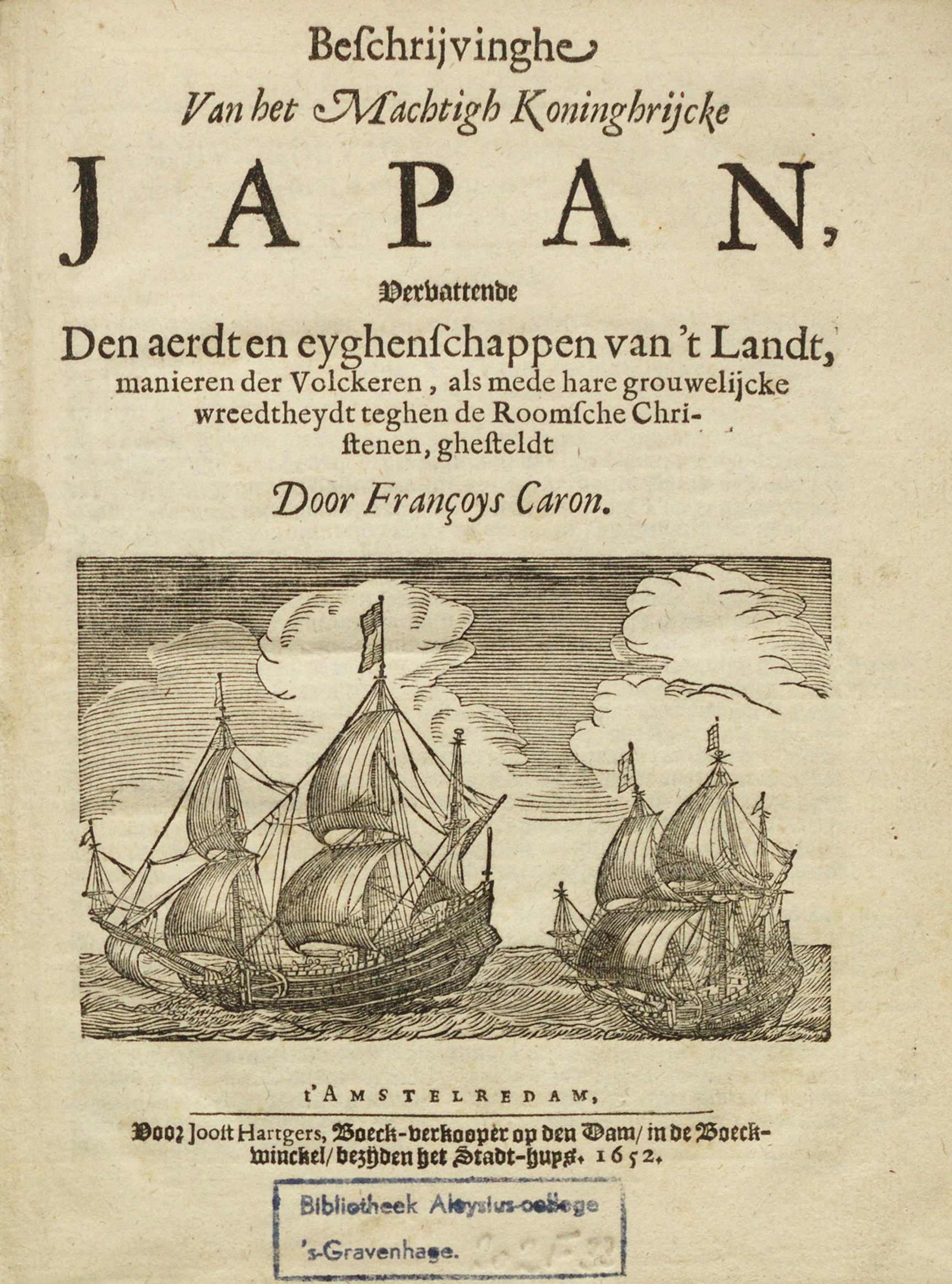
Titelpagina van François Caron (1652): Beschrĳvinghe van het machtigh koninghrĳcke Japan

Er is veel over Sidotti bekend uit Nederlandse bronnen van die tijd. Sidotti was een Italiaan en sprak geen Portugees. Bij de verhoren trad dan ook een assistent van de factorij op Dejima op als tolk, omdat beiden wel Latijn beheersten. De vrijwel volledige transcriptie van de verhoren maakte deel uit van de dagregisters van de factorij en is opgenomen in Oud en Nieuw Oost-Indiën van François Valentyn uit 1727. Meer in het algemeen is de geschiedschrijving over met name de laatste fase van de missie, de wijze van martelen en het leven van de apostaten in belangrijke mate gebaseerd op Nederlandse bronnen van die periode, geschreven door personen die verbonden waren aan de handelspost in Hirado en de factorij op Dejima.
Het betreft vaak de dagregisters van de factorij en bewaard gebleven persoonlijke dagboeken als die van Willem Verstegen. Daarnaast zijn er een aantal boeken als De Tyrannije Ende Wreedtheden Der Iappanen; Historie der Martelaeren, die in Iapan om de Roomsche Catolijcke Religie, schrickelijcke, ende onverdraghelycke pynen geleeden hebben, ofte ghedoodt zyn van Reyer Gysbertsz uit 1637 en Beschrĳvinghe van het machtigh koninghrĳcke Japan van François Caron uit 1652. Veel materiaal is ook samengebracht in Gedenkwaerdige gesantschappen der Oost-Indische Maatschappy in ’t Vereenigde Nederland, aan de kaisaren van Japan uit 1669 van Arnoldus Montanus.

## Verborgen christenen

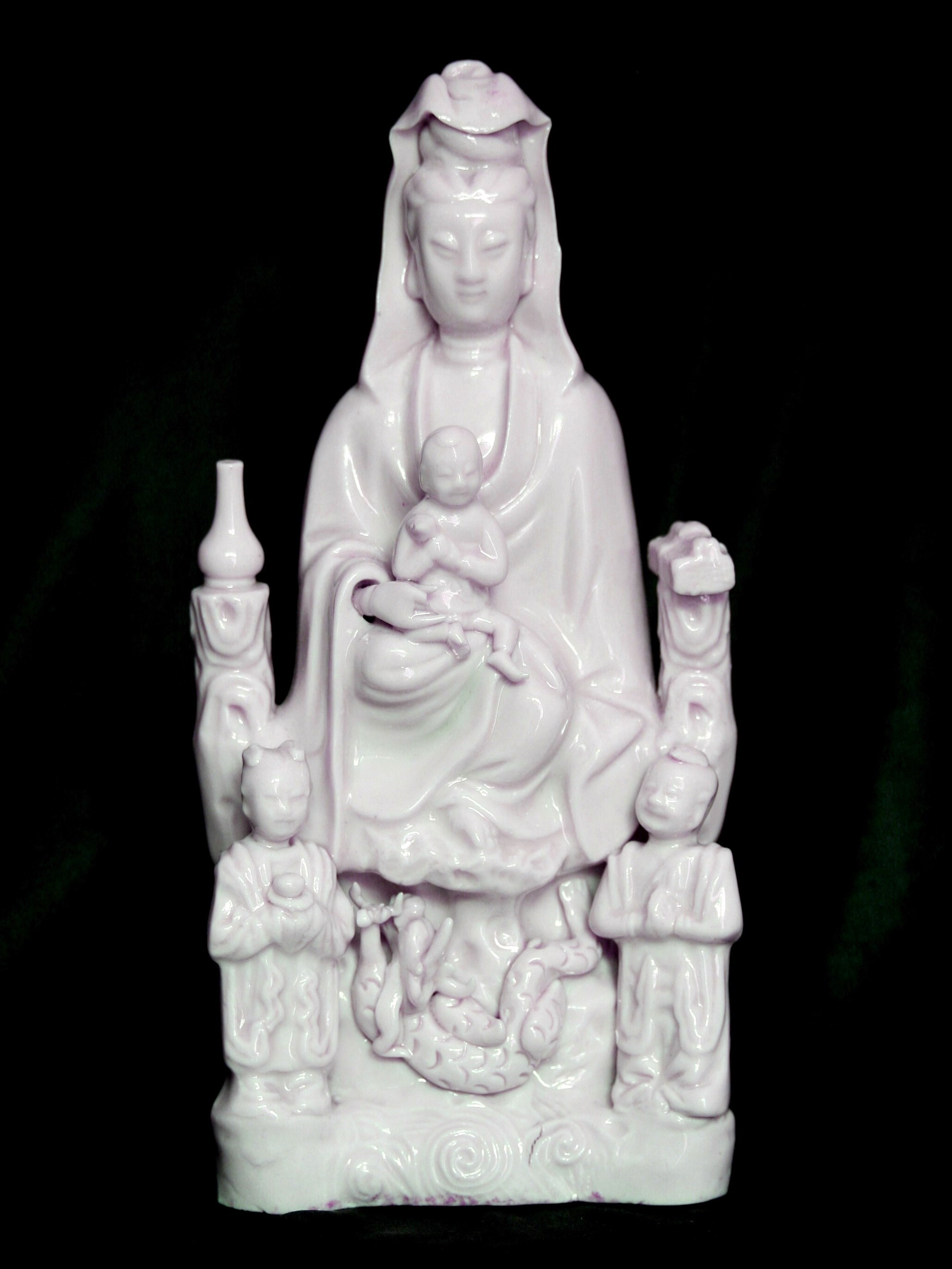
Beeld van Guanyin, geïnterpreteerd als Maria en Jezus.

Na de Meiji-restauratie van 1867 werd vrijheid van godsdienst in Japan mogelijk. Het werd toen duidelijk dat ongeveer 35.000 Japanners in staat waren geweest het christelijk geloof in een of andere vorm te behouden. Zij worden aangeduid als Kakure Kirishitans  , verborgen christenen. Na de vernietiging van het christendom hadden zij in het geheim hun geloof voortgezet. Na verloop van tijd werden beelden van heiligen en ook Maria getransformeerd in beelden die meer op die van boeddha's en bodhisattvas leken. Maria kreeg de verschijning van Kannon, het Japanse equivalent van Guanyin en de vrouwelijke vorm van Avalokitesvara, de bodhisattva van de compassie. Christelijke gebeden werden aangepast om op boeddhistisch liederen te lijken. Bijbelverhalen en de liturgie werden alleen mondeling overgeleverd, omdat er strenge straffen stonden op het in bezit hebben van christelijke literatuur. Een deel van deze gemeenschappen verloor ook de kennis over de werkelijke achtergrond van hun handelen en hun religie werd vooral gericht op een vorm van voorouderverering, waarbij de voorouders christelijke martelaren waren.
Een meerderheid van deze verborgen christenen sloot zich na 1867 weer aan bij de Rooms-Katholieke Kerk. Een minderheid deed dat niet, Die werden Hanare Kirishitan , afgescheiden christenen, genoemd. Deze laatste groep is begin eenentwintigste eeuw vrijwel verdwenen.